# 망고 팬케이크
망고 팬케이크(mango pancake, 광둥어: 芒果班戟, 월병: mong1 gwo2 baan1 gik1 몽궈반긱[*])은 홍콩에서 즐겨 먹는 딤섬이다. 크레프처럼 얇게 구운 팬케이크에 망고와 크림을 넣고 말아서 만든다.

## 이름
광둥어 "몽궈(芒果, mong1 gwo2)"는 영어 "망고(mango 맹고[*])"를, "반긱(班戟, baan1 gik1)"은 "팬케이크(pancake)"를 음차한 낱말이다.

## 만들기
달걀, 설탕, 소금, 우유, 박력분, 녹말가루, 녹인 버터 등을 넣어 크레프처럼 구운 뒤, 크림을 얹고 깍둑썬 망고를 올린다. 네모난 모양으로 접어 냉동고에 넣어 뒀다가 반으로 잘라 낸다.

## 같이 보기
- 망고 푸딩
- 블린체